# Makauje (obwód miński)
Makauje (biał. Макаўе; ros. Маковье, Makowje) – wieś na Białorusi, w obwodzie mińskim, w rejonie borysowskim, w sielsowiecie Msciż. W 2009 roku liczyła 85 mieszkańców.